# Список персонажей мультсериала «Царь горы»

Персонажи мультфильма «Царь горы».

Царь горы — американский мультсериал, созданный Майклом Джаджем и Грегом Дэниелсом.

## Главные персонажи

### Хэнк Хилл
Генри Резерфорд «Хэнк» Хилл (англ. Henry Rutherford "Hank" Hill) — главный герой мультсериала «Царь горы». Он работает помощником менеджера в компании «Стриклэнд Пропан», находящейся в городе Арлен, штат Техас, и продаёт пропан и сопутствующие товары. Он озвучен Майком Джаджем.

#### Детство
В эпизоде Yankee Hankee рассказывается, что Хэнк родился в Техасе в семье Коттона и Тилли Хилл. Коттон Хилл был очень строгим отцом, любившим армейскую дисциплину и откровенно считавшим Хэнка слабаком.
Позже (случайно, в свидетельстве о рождении) он узнаёт, что на самом деле появился на свет в Нью-Йорке, на стадионе, где в это время его отец совершал неудачную попытку убийства Фиделя Кастро. Хэнк ужаснулся реальным местом собственного рождения, так как считал себя истинным коренным техасцем и очень этим гордился. Однако впоследствии понял, что истинным техасцем можно быть и не родившись в этом штате.

#### Юношество
Начиная со средней школы, Хэнк стал играть в американский футбол. Ему прочили великолепную игровую карьеру, однако все планы провалились из-за травмы лодыжки, полученной во время одной из игр чемпионата штата. Также известно, что в юности Хэнк занимался боксом. Сразу после окончания школы он отправился работать в магазин одежды Jeans West. А в 1982 году Хэнка случайно увидел владелец газовой корпорации «Стриклэнд Пропан» Бак Стриклэнд и предложил ему должность продавца пропана. В этой корпорации Хэнк работает по сей день.

#### Работа
Хэнк Хилл продаёт пропан и сопутствующие товары. Очень счастлив, что делает именно это и никогда не задумывался о смене места работы. По истечении каждого года работы Хэнк получал повышение. В итоге через 15 лет он добился должности помощника менеджера, вторую по значимости в компании, но это лишь на бумаге, на самом деле, мистер Хилл полностью управляет компанией «Стриклэнд Пропан», причём берётся и за любые не связанные с основной деятельностью поручения директора Бака Стриклэнда. Также Хэнк 42 раза подряд признавался «Работником месяца». В работе Хэнк не использует нечестных способов добиться успеха, поэтому за ним закреплена репутация честного человека.

#### Семья
У Хэнка только один сын, Бобби, поскольку больше иметь ему не позволяет узкая уретра. Хэнк очень любит своего сына, хотя и не говорит ему об этом, считая, что настоящие мужчины не рассказывают о своих чувствах. В то же время он может достаточно сурово обойтись с ним, но наказание всегда справедливо и заслужено.
Мистер Хилл очень уважает и любит жену Пегги. Не считает её очень умной, но никто не спорит, когда она об этом говорит.
Также Хэнк считает членом собственной семьи собаку Ледибёрд. И иногда даже может показаться, что он привязан к ней больше, чем к супруге.
Также у Хэнка есть вымышленное заболевание Diminished Gluteal Syndrome, заключающееся в нарушении осанки, и это заставило его вставить в позвоночник специальный протез, стимулирующий действия мышц спины. Кроме того страдает синдромом атрофированного седалища, что заставляет его носить ягодичный протез, хотя упоминалось это всего в одном эпизоде.

#### Фетиши
Хэнк владеет красным пикапом Ford Super Duty, который заменил старый пикап, Ford Ranger, раздавленный поездом. Также Хэнк испытывает большую степень привязанности к газону перед его домом, гитаре Betty и собственной собаке Ледибёрд. А самым любимым певцом Хэнка является Вилли Нельсон. Но всё же главный фетиш Хэнка — пропан. На затылке у Хэнка татуировка «Bill», появившаяся у него в юношестве во время пребывания в сильном алкогольном опьянении на проводах в армию друга Билла Дотерива. Обнаружив татуировку в зрелом возрасте, Хэнк удалил её, но потом снова наколол, чтобы поддержать Билла.

### Пегги Хилл
Маргарет «Пегги» Хилл (англ. Margaret "Peggy" Hill), девичья фамилия Плэттер (англ. Platter) — жена главного героя мультсериала «Царь горы» Хэнка Хилла. Она работает замещающим учителем испанского языка в Tom Landry Middle School, и, хотя сама уверена, что отлично владеет языком, её знания испанского весьма далеки от совершенства и ограничиваются знанием программы испанского языка начальной школы (серии «Lupe’s Revenge» и «Peggy’s Pageant Fever»). Также Пегги пишет колонки в местную газету Arlen Bystander (Арленский прохожий). Она озвучена Кэти Наджими. Майк Джадж взял образ Пегги у 41-й первой леди США — Леди Бёрд Джонсон.

#### Детство и юношество
Пегги родилась в Монтане в семье фермеров, чуть позднее она переехала в Техас и именно в 1974 там окончила среднюю школу. Родители Пегги отличались достаточно суровым воспитанием, что в дальнейшем значительно повлияло на её характер. Как выясняется в эпизоде I Remember Mono, в молодости Пегги совсем не умела готовить. У Пегги есть брат, Хойт, отец её племянницы Луэнн. Пегги недолюбливает его за постоянное враньё: когда она спросила его о месте работы, Хойт ответил, что работал на нефтяной вышке, хотя на самом деле в это время он отбывал срок за ограбление.

#### Взрослая жизнь
Ещё в детстве Пегги постоянно дразнили за необычайно длинные ступни, на что она отвечала: «Вот так Господь создал меня», но позже у неё сложился определённого рода дискомфорт. Известно, что длина её ступней больше, чем у Хэнка. У неё возникают большие проблемы при покупке обуви. Часто ей приходится прибегать к покупке мужской обуви. В эпизоде Transnational Amusements Presents: Peggy’s Magic Sex Feet Пегги приняла участие в фотосессии Peggy’s Feet, направленную на возвышение её исключительных ступней. Однако через некоторое время она узнала, что полученные снимки направляются не в глянцевые журналы, а в интернет, что вызвало у неё сильнейшую депрессию.
Несмотря на эти неудобства, Пегги остаётся умной и привлекательной женщиной. В основном её знания применяются в законодательной области — на протяжении сериала она несколько раз добивалась отмены принятых Городским советом решений (в эпизоде Flush with Power Пегги продемонстрировала недостатки унитазов с пониженным расходом воды). Но все же порой Пегги явно переоценивает свой интеллект и часто ведёт себя излишне самоуверенно. Она не знает испанский на достаточном уровне — это всплыло когда она выступала в суде в качестве свидетеля и адвоката самой себя в Мексике. Окуная розу в контейнер с жидким азотом на уроке химии, она была убеждена в том, что цветок вынутый оттуда станет столь хрупким, что разлетится на мелкие кусочки при малейшем ударе об более твёрдую поверхность, хотя этого не произошло. Более того, цветок стал твёрже и сумел пробить стекло.
В бытовых ситуациях Пегги очень часто показывает себя глуповатым человеком. Масса курьёзов, связанных с похищением флага. Или её рекомендациями в газету, где она посоветовала смешать отбеливатель с другим чистящим веществом для лучшей очистки тканей. Пегги даже не подозревала, что она рекомендует всем читателям в домашних условиях приготовить ядовитый горчичный газ. Тираж уничтожали все: Дэйл, Хэнк, Бумхауэр, Бобби, Билл, Пегги. И масса других случаев. Не особо дружна Пегги и с компьютерной техникой и это было видно в одном из эпизодов когда ей не удалось распечатать заготовки к «Богглу», но, впрочем, она человек обучаемый.
Пегги нравится учить других людей жизни и «уму разуму», она попросту считает себя умнее всех. В одном из эпизодов она даже начала раздавать советы полицейским касательно того, как им надо вести расследование. Пегги добра, доверчива, всегда стремится помочь людям и сделать мир прекраснее. Она очень амбициозная, волевая, никогда не сдаётся и находит в себе силы бороться до конца. У неё полно идей и по большому счету очень удачных, но вот воплощение их в жизнь зачастую оборачиваются для неё далеко не так, как она планировала, и, тем самым, Пегги выставляет себя в довольно неловком положении.

### Бобби Хилл
Роберт Джеффри «Бобби» Хилл (англ. Robert Jeffrey «Bobby» Hill) — сын главных героев мультсериала «Царь горы» Хэнка Хилла и Пегги Хилл. Он озвучен Памелой Эдлон.
Майк Джадж представляет Бобби полным, немного впечатлительным мальчуганом, главная цель жизни которого — стать знаменитым комиком. Обычно изображается довольно плоскомыслящим и неприспособленным к жизни, чем заставляет отца негодовать. Бобби на протяжении всего сериала развивается, узнает и начинает понимать много важных жизненных вещей. Серии о Бобби зачастую посвящены проверке дружбы и любви на прочность, отношениям с отцом, который далек от убеждений сына, и в целом внутреннем развитии личности мальчика.
У него в продолжении сериала развиваются романтические отношения с соседской девочкой Конни, причём её отец, Кан, не в восторге от Бобби, который имеет явные недостатки.
Одним из талантов Бобби является стрельба, что он и продемонстрировал в эпизоде How to Fire a Rifle Without Really Trying. Кроме того, неплохо обращается с инструментами и может сделать какую-нибудь забавную вещицу. С другой стороны, он неспортивен и не проявляет должного интереса к спорту и «мужским делам» (по мнению Хэнка).
Из-за перечисленных причин Бобби вызывает в себе порой недовольство Хэнка, который часто упрекает его в излишней женственности: «С мальчиком что-то не так» (англ. That boy ain’t right). Хэнк даже подозревал, что Бобби гомосексуален, однако он узнал от Кана, что тот однажды застал Бобби и Конни полуобнажёнными, и это развеяло все опасения Хэнка.
Несмотря на добрый и отзывчивый характер, Бобби часто одолевают приступы ревности, которые ставят под угрозу его отношения с Конни. Обычно он просто переоценивает глубину их детских чувств. В частности, в эпизоде I Don’t Want to Wait for Our Lives to Be Over он увидел Конни и Джозефа целующимися и серьёзно разозлился на последнего, результатом чего стал разбитый нос Джозефа и опрометчивое решение порвать с Конни.
Еще одной из отличительных черт Бобби является его привязанность к пище. В эпизоде And They Call It Bobby Love он съел 72-унциевый (≈ 2 кг) стейк за 37 минут, для того, чтобы окончательно порвать со своей бывшей девушкой Мари, убеждённой вегетарианкой. Кроме того, у Бобби есть навыки приготовления пищи, что, однако, существенно не нравится Хэнку.

### Луэнн Плэттер
Луэнн Плэттер (англ. Luanne Platter) (родилась в 1979, озвучивала Бриттани Мерфи) племянница Хэнка и Пэгги возраста колледжа. Дочь брата Пегги — Хойта. Переехала в дом Хэнка из трейлерного городка, после того как её мать оказалась в тюрьме за то, что во время пьяной драки ранила вилкой отца Луэнн. Хэнк часто пытается выселить Луэнн из своего дома, но позже все-таки принимает её в качестве члена семьи. В нескольких первых сезонах она учится в «Академии красоты», но позже переходит на обучение в колледж. Часто она показывается глупой, но имеет хорошие познания в механике (1–2 сезоны), а также хорошо решает головоломки. У Луэнн было 4 мужчины, но после посещения церкви под эгидой «второй девственности» она становится приверженцем крепких отношений и начинает вести уроки по изучению Библии. В финале 10-го сезона, Луэнн беременна ребёнком Лаки, за которого вышла замуж в конце 11-го сезона. В 13-м сезоне, у неё есть ребёнок девочка по имени Маргарет Грейси Кляйншмидт (которую она называет Лазанья, потому что была под большой долей обезболивающего во время родов).

## Второстепенные персонажи

### Хиллы и Плэттеры
- Коттон Хилл (англ. Cotton Hill) (родился в 1927) — отец Хэнка, полковник, участвовал во Второй мировой войне. Во время войны потерял голени, вследствие чего стал ниже других людей. Обладает тяжёлым характером, очень груб и несдержан. Из-за несносного поведения от него ушла жена Тилли. Однако через некоторое время он женился на лечащей его медсестре, Диди, главными достоинствами которой были соблазнительные ягодицы и высокая грудь. Коттон любит рассказывать о своих военных достижениях, которые заключались в выживании в нечеловеческих условиях и «убийствах япошек» (он часто повторяет фразу: «Я убил 50 человек!»). Как говорится в 11-й серии 6-го сезона, он служил в 77 пехотной дивизии американской армии (77 infantry division). Эта дивизия участвовала в боях с японцами на островах Тихого океана. Соответственно, все его рассказы о немецких нацистах и военных приключениях в Европе — выдумка от начала и до конца. Умер от осложнений после полученных в арленском ресторане японской кухни травм.
- Диди Хилл (англ. Didi Hill) (родилась в 1970, озвучивала Эшли Гарднер) — вторая жена Коттона, работает медсестрой, у неё есть степень в области оптометрии.
- «Хороший» Хэнк Хилл (англ. Good Hank Hill, отец его называет GH Джи-эйч) (родился в 1999) — сын Коттона и Диди, единокровный брат Хэнка. Его имя показывает, насколько Коттон разочаровался в старшем Хэнке. Хэнк же категорически против такого решения Коттона.
- Джуничиро (англ. Junichiro) (родился в 1946, озвучивал Дэвид Кэррадайн) — также единокровный брат Хэнка, родился и вырос в Японии, его отец — Коттон Хилл, отец Хэнка, а мать — японская медсестра. Работает заместителем управляющего фирмы по производству роботов. Очень похож на Хэнка, к тому же страдает из-за узкой уретры, как и Хэнк.
- Тилли Хилл (англ. Tilly Hill) (родилась в 1929, озвучивала Тэмми Винет) — первая жена Коттона и мать Хэнка. Развелась с Коттоном после продолжительных унижений и оскорблений в её адрес. После этого стала жить в Аризоне вместе со своим приятелем Гэри.
- Лиэнн Плэттер (англ. Leanne Platter) (родилась в 1956, озвучивала Памела Эдлон) — мать Луэнн, имеет большое пристрастие к алкоголю. Отбывала срок за удар вилкой в спину своему мужу Хойту, с которым до этого прожила 11 лет. За всё время сериала появляется только один раз, в эпизоде Leanne Saga. Когда она выходит из тюрьмы, то начинает крутить роман с Биллом, а в конце эпизода скрывается на угнанной у Билла машине.
- Хойт Плэттер (англ. Hoyt Platter) (родился в 1948, озвучивал Джонни Ноксвилл) — брат Пегги и отец Луэнн, покинул Арлен после того, как его жена села в тюрьму. По словам Хойта, он работает на нефтяной вышке, однако это является неправдой, которой он пытается скрыть своё преступное прошлое. Также, как и Лиэнн, появлялся в сериале только один раз — в эпизоде Life: a Loser’s Manual, в котором попал вновь в тюрьму за совершение кражи.
- Ледибёрд (англ. Ladybird букв. «Божья Коровка») (родилась в 1984) — 14-летняя собака Хиллов, порода — бладхаунд. Хиллы приобрели её как утешение, из-за того, что никак не могли завести ребёнка. Названа в честь 41-й первой леди США — Леди Бёрд Джонсон. В 14 лет она участвовала в спаривании с одним из псов Бака Стриклэнда, но из-за узкой матки (пародия на узкую уретру Хэнка) так и не смогла забеременеть.
- Дасти Хилл (англ. Dusty Hill) (родился в 1949) — невымышленный персонаж, участник рок-группы ZZ Top. В сериале он представлен в качестве двоюродного брата Хэнка по отцу, появлялся в эпизоде Hank Gets Dusted.

### Грибблы
- Дейл Элвин Гриббл (англ. Dale Gribble) (родился в 1953, по его словам в серии The Bluegrass Is Always Greener, в один день с Вэном Клайберном, то есть 12 июля, озвучивал Джонни Хардвик) — сосед Хэнка, профессиональный дезинсектор (уничтожитель насекомых, мелких животных, птиц), сторонник различных теорий заговора и параноик. Избран председателем Оружейного Клуба (Arlen Gun Club). Несмотря на внешний достаточно грозный облик, физически слаб (например, намного слабее собственного сына), циничен даже по отношению к собственным друзьям, тщедушен, довольно труслив, в условиях чрезвычайных ситуаций может оказаться беспомощным. Из-за массы свободного времени его очень часто посещают сомнительные идеи и идиотские планы, заканчивающиеся неудачами (в серии о проливном дожде он собирается строить ковчег для спасения себя, Джозефа и Нэнси). Среди разного рода любимых занятий: шпионаж, слежка, рытьё подкопов. Туповат, поэтому не может понять, почему его сын похож на коренного американца. Часто даёт очень глупые советы, из-за чего даёт повод усомниться в собственной сознательности. Очень не любит где-либо светиться, поэтому часто использует поддельное имя — Расти Наркоман (англ. Rusty Shackleford), имя бывшего одноклассника, который, как считает Дейл, скончался в 3 классе. Практически всегда носит кепку (возможно, из-за того что лысеет) и солнцезащитные очки-авиаторы, курит (с третьего класса). В подвале держит рыбок и черепаху, с которыми часто разговаривает. Испытывает проблемы в воспитании сына. Не знает, что жена ему изменяла, и любит её.
- Джозеф Гриббл (англ. Joseph Gribble) (родился в 1985, озвучивала Бриттани Мерфи — до 5 сезона, далее озвучивал Брекин Мейер) — сын Дейла и лучший друг Бобби. Несмотря на поразительное сходство с Джоном Редкорном (красный початок), который является его биологическим отцом, ни Дейл, ни он сам не догадываются об этом. Возможно, что именно наследственность является причиной трудных отношений Дейла и Джозефа. Имеет довольно варварские увлечения, например, сожжение муравейников с помощью лупы, разорение птичьих гнёзд.
- Нэнси Гриббл (англ. Nansy Gribble) (родилась в 1954, озвучивала Эшли Гарднер) — жена Дейла, мать Джозефа, работает репортёром на местной телевизионной станции, в частности, сообщает прогноз погоды. Каждый день в течение 14 лет (за исключением праздников) она изменяла Дейлу с Джоном Редкорном, вплоть до серии Nancy Boys, в которой она случайно переспала с Дейлом. После этого она перестала ему изменять и рассталась с Джоном Редкорном друзьями. Любит обращаться к людям «Сахарный/Сахарная» (в других переводах «Детка», «Сладкий/Сладкая») (англ. Sugar), уверена в себе, так как очевидно является одной из самых красивых женщин Арлена.
- Мак Гриббл (англ. Mack Gribble) (родился в 1930) — отец Дейла Гриббла. Гомосексуален

### Суфанусинфоны
- Кан Суфанусинфон-старший (англ. Kahn Souphanousinphone, Sr.) (родился 1957, озвучивал Тоби Хасс) — сосед Хэнка, уроженец Лаоса. Интересно, что его имя Kahn является анаграммой имени Hank. Недолюбливает всех своих соседей, считает их деревенщиной. Всегда ищет возможность превзойти Хэнка в каком-нибудь аспекте (например, хвастается, что у него выше зарплата или у него лучше газон), невероятный хам и редкостная сволочь. Называет свою дочь Конни «Кан-младший» из-за чрезмерного желания иметь первенца сына.
- Мин Суфанусинфон (англ. Minh Souphanousinphone) (родилась в 1960, озвучивала Лорен Том) — жена Кана, домохозяйка, подруга Пегги. Родилась в Лаосе в семье генерала, вышла замуж за Кана вопреки воле отца, затем вместе с мужем эмигрировала в США. В основном ухаживает за розами, которые растут перед её домом. Во время первого появления это были хризантемы, но Хэнк случайно состриг их.
- Кан «Конни» Суфанусинфон-младший (англ. Kahn "Connie" Souphanousinphone, Jr.) (родилась в 1985, озвучивала Бриттани Мерфи) — дочь Кана и Мин, девушка Бобби. Учится на отлично. Основное хобби — игра на скрипке 5 часов день. Названа по отцу, так как Кан ждал мальчика.
- Догги Кан Суфанусинфон (англ. Doggy Kahn Souphanousinphone) (родилась в 1992) — собака Кана и Мин, порода — вест-хайленд-уайт-терьер. Благодаря умению прыгать бэкфлип, участвовала в конкурсе собак-танцоров вместе с Бобби.
- Тид Пао Суфанусинфон (англ. Tid Pao Souphanousinphone) (родилась в 1984, озвучивала Люси Лью) — двоюродная сестра Конни, живущая в Лос-Анджелесе, обладает очень буйным характером.
- Лаома Суфанусинфон (англ. Laoma Souphanousinphone) (родилась в 1934, озвучивала Эми Хилл) — мать Кана. Очень трудолюбивый человек, основное занятие — уборка дома. Ей не очень нравится Мин из-за манеры вести хозяйство.

### Дотеривы
- Уильям «Билл» Фонтейн де ла Тур Дотерив (англ. William "Bill" Fontaine de la Tour Dauterive), урождённый Гийом Фонтейн де ла Тур д‘Оте Рив (фр. Guillaume Fontaine de la Tour d'Haute Rive) (родился в 1953, озвучивал Стивен Рут) — сосед Хэнка, сержант Сухопутных войск США, служит парикмахером на военной базе сухопутных войск Форт Бленда; разведён, из-за чего пребывает в постоянной депрессии. Родился в Луизиане в родовом поместье Дотеривов «Шато д’Оте Рив», знает луизианский диалект французского языка и французский язык в частности. Страдает избыточным весом и заниженной самооценкой. Пытается флиртовать с Пегги, но та обратила на него внимание лишь несколько раз, когда он вместо Хэнка стал лидером убежища, притворялся гомосексуальным в салоне красоты, говорил по-французски. Прекрасно готовит, вышивает и ремонтирует разные вещи. Сильно тоскует по своей бывшей жене Леноре. Очень добродушный, открытый и честный человек, любит всем помогать.
- Ленора Дотерив (англ. Lenore Dauterive) (родилась в 1950, озвучивала Эллен Баркин) — бывшая жена Билла, появляется в мультсериале всего дважды (например s5e11).
- Жильбер Дотерив (англ. Gilbert Dauterive) (родился в 1959, озвучивал Дэвид Херман) — двоюродный брат Билла, неплохо разбирается в литературе и философии. Живёт в родовом поместье Дотеривов в Луизиане. Эстет, гомосексуален.

### Бумхауэры
- Джефф Бумхауэр (англ. Jeff "B-Dog" Boomhauer ) (родился в 1953, озвучивал Майк Джадж) — сосед Хэнка, окружающие обращаются к нему по фамилии. Бумхауэра и всех его родственников отличает своебразная быстрая манера речи, насыщенной прибаутками и жаргоном. Зачастую окружающие не понимают, что он говорит. Закоронелый холостяк, узкоплечий и с явным пивным животом, но несмотря на всё это, Бумхауэр — большой бабник, имеет успех среди представительниц женского пола. Он любит загорать в солярии, подкрашивает волосы, его дом оборудован средствами для создания интимной обстановки. Любитель машин и гонок, ездит на спортивном тюнингованном «додже». Профессия Бумхауэра остаётся загадкой на протяжении большей части сериала: изредка он упоминает о своей бакалее или о том, как ему советовали идти в электрики. В последнем сезоне он работает техасским рейнджером.
- Доктор Бумхауэр (так к нему обращается Хэнк) (родился в 1925) — отец Бумхауэра. Появляется в сериале один раз, молчит.
- Миссис Бумхауэр (родилась в 1925) — мать Бумхауэра, имеет такую же неразборчивую манеру речи. Появляется в сериале дважды. Во время второго появления молчит.
- Пэтч Бумхауэр (родился в 1958) — младший брат Бумхауэра, бабник. Появляется в сериале один раз, когда собирался жениться на подружке Бумхауэра.
- Бабуля Бумхауэр (родилась в 1906) — семейный матриарх Бумхауэров, хранительница кольца с крупным бриллиантом, которое должно переходить по наследству жене старшего сына/внука. Появляется в сериале один раз, когда Джеф Бумхауэр влюбляется в прекрасную бегунью (сезон 6, серия 20)

### Эпизодические персонажи
- Браун — офицер полиции.
- Бакли — работник торгового комплекса «Мега-ло-март», бывший парень Луэнн. Погиб при взрыве магазина по своей же вине, из-за неправильного обращения с баллоном пропана.
- Стюарт Дули — одноклассник Бобби, главный хулиган класса, сын слабохарактерных родителей. Ирландец по происхождению, говорит низким басом.
- Кларк Петерс — одноклассник Бобби, склонен к хулиганству, говорит гнусавым голосом из-за вечно забитого носа, носит «крутую» причёску.
- Энрике — мексиканец, работник «Стриклэнд Пропан», добродушный семейный человек.
- Дебби Грунд — бывшая секретарша и любовница Бака Стриклэнда. Погибла в результате несчастного случая.
- Джо Джек — работник «Стриклэнд Пропан», изначально водитель цистерн, позже участвует и в продаже оборудования.
- Боб Дженкинс
- Чак Манджоне — невымышленный персонаж, трубач, блюзовый музыкант. В сериале представлен как рекламное лицо «Мега-ло-март».
- Монсеньор Мартинес — полицейский под прикрытием сутаны, главный герой вымышленного мексиканского сериала «Дни и ночи монсеньора Мартинеса», смеси мыльной оперы и боевика, который смотрит всё население Арлена. Коронная фраза — «Ступай с богом!».
- Ойстис Миллер
- Карл Мосс — директор средней школы имени Тома Лэндри. Когда-то учился в одном классе с Хэнком.
- Лайэн Претли — хозяин салона по продаже автомобилей.
- Октавио — мексиканец. Друг и помощник Дейла Гриббла. Замешан в нескольких «грязных» делах.
- Энтони Пейдж — работник социальной службы штата. Тщедушный очкарик, бюрократ.
- Джон Красный Початок (в некоторых переводах Джон Редкорн, Джон Красное Зерно, Джон Красная Кукуруза) — друг и бывший любовник Нэнси Гриббл. Индеец. 14 лет она изменяла с ним своему мужу Дейлу Грибблу. Позже они решили расстаться, но несмотря на это сохранили дружеские отношения. У Джона есть частный массажный салон, в котором он принимает только женщин, что даёт понять, что он главный мачо в городе. Он создал свою рок-группу «Высокогорный шоколадный кекс», которая превратилась в группу с песнями для детей. Биологический отец Джозефа.
- Бак Стриклэнд — глава «Стриклэнд Пропан». Веселый и добродушный человек, но в то же время заядлый картёжник и большой бабник. В некоторых сериях проявляет себя не самым благовидным образом, чего Хэнк не замечает и почитает шефа, как одного из лучших людей, которых он знает.
- Элизабет Стриклэнд — жена Бака Стриклэнда.
- Джек
- Преподобная Карен Струп — настоятельница Арленской методистской церкви.
- М. Ф. Тэтертон — хозяин «Топливо Тэтертона», компании по продаже пропана, успешно конкурирующей со «Стриклэнд Пропан». Некогда работал на самого Стриклэнда и был коллегой Хэнка, но оказался более амбициозным и более критически настроенным к начальнику, и ушёл, чтобы завести своё дело. Для продвижения бизнеса Тэтертон использует образ «истого техасца».
- Чен Васонасонг — лаосец. Одноклассник Бобби. Сын Теда и Синди Васонасонг.
- Тед и Синди Васонасонг — лаосская богатая семья. Знакомые Суфанусифонов.
- Джимми Вичард — мелкий предприниматель, занятый организацией продаж закусок и напитков на спортивных мероприятиях, а также поиском и сдачей жестяных банок. Зловредный, легковозбудимый люмпен с явными признаками умственной отсталости.
- Элрой Клейншмидт «Лакки» — бойфренд, а после муж Луэнн Плэттер. Стереотипный деревенщина.
- Топси Топпингтон — ветеран второй мировой войны, в должности сержанта. Друг Коттона Хилла. Умер в одной из серий, оставив наследство Коттону.